# Teologia delle religioni

## Le religioni come tema della teologia: Heinz Robert Schlette
Per quanto la questione della salvezza dei non cristiani sia elemento cooriginario alla storia del cristianesimo, tuttavia da quando, nel 1964, il teologo tedesco Heinz Robert Schlette ha pubblicato il proprio volume Le religioni come tema della teologia, ha preso avvio un metodo di ricerca e di riflessione nuovo, che rappresenta, allʼinterno di quella storia, un significativo mutamento di paradigma, e si comincia a parlare di ʻteologia delle religioniʼ. 
La novità di questo approccio era evidente: si chiedeva per la prima volta del significato del pluralismo religioso non solo per la missiologia o per la teologia sistematica, ma già per la teologia dogmatica. Vi era la chiara emergenza di un nuovo oggetto per la teologia, nel momento in cui questa comprendeva di non poter più trattare il problema aperto delle altre religioni esclusivamente nei termini di singoli individui al di fuori della chiesa (come ancora avveniva attraverso lʼassioma tradizionale Extra Ecclesiam nulla salus (Nessuna salvezza fuori della chiesa). Non si poteva, infatti, continuare ad ignorare l'esistenza e il valore di intere religioni accanto a quella cattolica. Le diverse confessioni non venivano più trattate, in questo testo, come un insieme indistinto (ossia “i non-cristiani”), ma riconosciute ed elencate con le proprie denominazioni: Buddhismo (nelle sue diverse forme), il Giainismo, lʼIslam, lʼInduismo, lo Scintoismo, anche il Confucianesimo, le religioni tribali (quelle dei “popoli naturali”), la religione Baháʼi e la setta giapponese Tenrikyō.
Nel 1964, in coincidenza storica con il processo di decolonizzazione, questo testo giungeva ad affermare 
una sorta di “principio di autodeterminazione delle religioni mondiali”. In questo stesso senso, la novità di questa lente teologico-religiosa veniva da Schlette riconosciuta con una similitudine assai significativa: «qui ci si trova di fronte a un terreno dogmaticamente nuovo, paragonabile alle zone bianche degli antichi atlanti». In questo nuovo, mutato contesto, e su questi nuovi presupposti, il teologo tedesco riprendeva così un tema che era già stato percorso da Karl Rahner (teologo e quasi “nume tutelare” del Concilio Vaticano II) in una allora recentissima pubblicazione, Cristianesimo e religioni non cristiane: le religioni mondiali venivano considerate dal gesuita austriaco come «strutture religioso-sociali» preparatorie, non più solo non-cristiane, dunque, ma – sul piano della storia della salvezza – precristiane (o anonimo-cristiane), indispensabili alla grazia; una definizione che permetteva di rivalutarne pienamente lʼimportanza per la dogmatica.
Sulla scorta di questo saggio di Rahner, le religioni mondiali venivano considerate ancora da Schlette nella prospettiva del piano divino della salvezza, e proprio per questo dovevano avere un significato più preciso di quello che era stato fino ad allora loro attribuito: «le religioni non cristiane, considerata almeno la loro situazione pre-cristiana, hanno un diritto di esistenza provvidenziale relativo (qui “pre-cristiano” è da intendersi non nel senso di un prius cronologico, bensì teologico, e più precisamente ancora di un prius di storia della salvezza)». È proprio ampliando la portata delle elaborazioni di Rahner che Schlette, in conclusione, formula le vere e proprie tesi teologico-dogmatiche del proprio volume: «in quanto le religioni – almeno in linea di principio – possono essere considerate quali oggettivazioni sociali della ricerca umana di salvezza e del donarsi divino, rese possibili e volute da Dio sul piano della storia universale della salvezza, e perciò vanno stimate come manifestazioni di una offerta di salvezza divina che merita fiducia, possono – e questo giudizio può ugualmente provenire solo dalla visione 
della storia speciale della salvezza – essere ritenute “vie alla salvezza” in senso autentico».
Lʼapprodo finale della tesi di Schlette veniva così a consistere in definitiva nel rovesciamento di un luogo comune teologico, nella definizione cioè delle religioni mondiali come vie di salvezza “ordinarie”, accanto alla via di salvezza “straordinaria”, che è costituita dalla chiesa. Era attraverso questo percorso che Schlette 
giungeva a definire la propria originale posizione teologico-religiosa, secondo cui le religioni sono autentiche vie di salvezza indipendentemente dallʼelezione di un popolo o di una chiesa: «la convergenza futura-finale della storia della salvezza, vista allʼinterno della storia, consiste realmente in ciò, che il traguardo viene raggiunto da vie diverse (anche se allora dal punto di vista teologico rimane ancora da dire che le differenti vie potevano condurre alla meta soltanto in forza dellʼunica via che si chiama Gesù Cristo)». In quest'ultima affermazione, appare chiaro quanto si tratti di due differenti prospettive su cui si gioca la salvezza attraverso le religioni mondiali: a fronte della fede, propria del teologo, in un unico evento salvifico costituito da Gesù Cristo, le diverse vie vengono però comprese, nella loro fattualità e storicità, come tante vie (al plurale) che conducono al compimento della salvezza.

## La teologia pluralista delle religioni: John Hick, Paul F. Knitter
John Hick, nella sua opera God and the Universe of Faiths (London, 1973), teorizzava la necessità, per la teologia delle religioni, di una "rivoluzione copernicana", che consiste nello «slittamento dal dogma per cui la cristianità è al centro verso la presa di coscienza che è Dio ad essere al centro, e tutte le religioni, inclusa la nostra, sono al suo servizio e ruotano attorno a Lui».
Si cominciano allora a comprendere differenti tipologie di teologia delle religioni. Una di esse è offerta da Paul F. Knitter. Esse sono sostanzialmente quattro:
- Cristo contro le altre religioni: è la posizione espressa proprio dall'assioma extra ecclesiam, e dall'esclusivismo del primo Karl Barth.
- Cristo nelle altre religioni: le altre religioni hanno valore se e in quanto propedeutiche alla rivelazione del vangelo. È un inclusivismo, nel quale il riconoscimento di Cristo è necessario alla salvezza.
- Cristo al di sopra delle altre religioni: è la posizione di H.R. Schlette: le religioni sono già vie salvifiche. È ancora un inclusivismo, ma non è necessario confessare il Cristo, sebbene sia attraverso di Lui che si compie la salvezza.
- Cristo assieme alle altre religioni: è la posizione della teologia pluralista delle religioni.

In una pubblicazione collettanea di poco posteriore, Knitter definisce così la posizione (assai variegata, per la verità) dei teologi pluralisti: «prendere le distanze dall'insistenza sulla superiorità o finalità/definitività di Cristo e del cristianesimo – muovendosi contemporaneamente verso il riconoscimento dell'indipendente validità di altre vie». Tuttavia si pone allora il problema di conciliare l'identità religiosa con l'apertura necessaria al dialogo.

## La teologia delle religioni di Hans Küng
Verso la metà degli anni Ottanta (pur avendo fin dal 1964 dedicato la propria attenzione al problema del rapporto fra la chiesa e le religioni non cristiane) Hans Küng riprendeva le fila del discorso teologico-religioso nei suoi aspetti più teorici. In un saggio del 1987 intitolato Esiste lʼunica religione vera? Saggio di criteriologia ecumenica, infatti, il teologo di Sursee metteva anzitutto in chiaro come il problema, dopo le definizioni date in seno al Concilio Vaticano II dalla Lumen Gentium e ancor più dalla Nostra Aetate, non si ponesse più tanto nei termini di una possibilità di salvezza attraverso le religioni mondiali – questione che proprio il Concilio stesso aveva opportunamente lasciato alla superiore volontà di Dio, il quale «vuole che tutti gli uomini siano salvati» (1 Tm 2,4) – ma permanesse la necessità di definire una «criteriologia per giustificare la pretesa di verità delle 
singole religioni». Lʼurgenza di un dialogo interreligioso era vista già allora da Küng con occhio assai disincantato, tanto che egli percepiva chiaramente (cosa oggi vera a fortiori) che «il confronto con le altre religioni del mondo in vista della pace mondiale è addirittura una questione di sopravvivenza». In merito al problema delle affermazioni di verità, Küng già in via preliminare concedeva che «i confini tra verità e non verità passano anche attraverso la religione di ciascuno di noi […] neppure nelle religioni tutto è ugualmente vero e buono; anche 
nelle dottrine dogmatiche e morali, nei riti e nei costumi religiosi, nelle istituzioni e nelle autorità ecclesiali ci sono cose non vere e non buone. Ciò vale naturalmente anche per il cristianesimo».
Il saggio di Küng ci permette di comprendere quale nuovo punto di riferimento avesse preso il cammino della teologia delle religioni. Almeno a partire dalla Conferenza delle religioni mondiali di Kyoto del 1970 era divenuto chiaro quanto le differenti confessioni avessero la possibilità, e dunque la responsabilità, di farsi incontro alla Dichiarazione Universale dei Diritti Umani, assumendosi in tal modo il compito di formulare dei criteri etici “quadro”, intesi come quei «valori ed esigenze umane fondamentali, che certamente si sono imposti alla coscienza umana soltanto nel corso dellʼevoluzione storica, ma che poi – esattamente come lʼimmagine copernicana del mondo – acquistano una validità permanente, irreversibile, incondizionata, anzi spesso ottengono persino una codificazione giuridica (come “diritti umani” o “diritti fondamentali”)». Proprio questa viene ad essere la riflessione che sta alla base dellʼenunciazione del primo e più generale dei tre criteri ecumenici di verità, lʼHumanum, che viene così definito: «criterio positivo: nella misura in cui una religione è a servizio dellʼessere umani, nella misura in cui essa, nelle sue dottrine di fede e morali, nei suoi riti ed istituzioni promuove gli uomini nella loro umana identità, significatività e valore, e fa ottenere unʼesistenza significativa e fruttuosa, essa è buona e vera religione». Ciò che qui appare come un primo elemento comune, uno strumento che permette il dialogo interreligioso, è però anche, sotto unʼaltra angolatura prospettica, il punto di partenza perché le religioni, insieme, possano «con un appello alla comune umanità di tutti, formulare un criterio di fondo universalmente etico, fondato sullʼumano, sullʼautenticamente umano, in concreto sulla dignità umana e sui valori fondamentali ad essa connessi». Questo mostra già la strada che ha condotto Küng al Progetto per unʼetica mondiale, e – successivamente – alla Dichiarazione del Parlamento delle religioni mondiali per unʼetica mondiale.
Tuttavia, accanto a questo, Küng afferma un secondo (è vero ciò che è autentico o canonico) e un terzo criterio di verità, quello specificamente cristiano: «una religione è vera e buona se e in quanto essa lascia trasparire nella sua teoria e nella sua prassi lo spirito di Gesù Cristo. Io applico direttamente questo criterio solo al cristianesimo […] indirettamente – e senza presunzione – lo stesso criterio può certo venire applicato anche alle altre religioni». Küng si domanda, in questo modo, del confine stesso fra identità e dialogo, fra contestualismo e universalismo: «Chi rinuncia al carattere normativo della propria tradizione e parte dal presupposto che i diversi “Cristi” (Gesù, Mosè, Maometto, Gautama Buddha) sono in-differenti suppone già come risultato ciò che non sarebbe neanche auspicabile al termine di un lungo processo dʼintesa: tale metodo appare aprioristico. […] Ben difficilmente ci si potrà confrontare se in nessuna religione esiste qualcosa che, in ultima analisi, abbia un carattere normativo e definitivo». La soluzione consiste nella separazione di due prospettive: se si osservano le religioni da un punto di vista scientifico, storico-sociologico, «si può vedere il cristianesimo, come ogni altra religione, interamente dallʼesterno, come un “osservatore neutrale”, come studioso delle religioni, come non cristiano o non più cristiano – senza alcun dovere nei confronti del messaggio, della tradizione o della comunità cristiana. Il cristianesimo si inserisce allora tra le religioni universali e deve soddisfare i diversi criteri generali di verità etici e religiosi. In questa prospettiva si danno molte religioni vere». Viceversa, intesa fenomenologicamente, da teologo, e da cristiano, Küng afferma che «vista dallʼinterno, vista dal punto di vista del cristiano credente orientato sul Nuovo Testamento, per me esiste la religione vera, la quale, essendomi impossibile percorrere contemporaneamente tutte le vie, è la via che cerco di percorrere». Queste due visioni, lungi dal venir contrapposte lʼuna allʼaltra, vengono concepite come due sfere (definite esterna ed interna) che debbono necessariamente coesistere per far fronte allʼaccresciuta complessità del mondo, allʼinterno del quale «per il singolo è perfettamente lecito e serio integrare le due prospettive».

## La Dichiarazione per un'etica mondiale
Dal 28 agosto al 4 settembre 1993, a Chicago, duecento delegati di tutte le religioni mondiali approvavano in Parlamento, a larga maggioranza, la Dichiarazione per unʼetica mondiale. Questa dichiarazione doveva profondamente la propria formulazione alla riflessione künghiana dei dieci anni precedenti: nella sua introduzione si 
ritrovano infatti, sviluppate, le istanze che Küng aveva già individuate nel saggio Esiste lʼunica religione vera?. Dichiaravano i delegati:
«Noi confermiamo che nelle dottrine delle religioni si trova un comune patrimonio di valori fondamentali, che costituiscono il fondamento di unʼetica mondiale».
Nel merito, il documento trovava poi ampio consenso su quattro punti comuni: 
- «Nessuno mise in discussione la necessità e lʼutilità di una dichiarazione sullʼetica mondiale».
- «Lʼistanza etica fondamentale: “ogni uomo deve essere trattato umanamente” venne accettata come del tutto pacifica. LʼHumanum veniva in questo modo a rappresentare pienamente la risposta delle religioni alla Dichiarazione universale dei diritti dellʼuomo: «quello che essa ha solennemente proclamato sul piano del diritto noi vogliamo qui confermare e approfondire alla luce dellʼetica: la piena realizzazione dellʼinviolabilità della persona umana».
- «La seconda, complementare, istanza fondamentale, la regola d'oro, venne parimenti recepita come ovvia».
- Trovarono piena condivisione, infine, quattro imperativi fondamentali: non uccidere, non rubare, non mentire, non commettere atti impuri, che furono riconosciuti dai delegati delle religioni mondiali come pienamente e originalmente propri di tutte le confessioni rappresentate. I diversi comandamenti vennero approvati nel loro aspetto di negazione (non uccidere), ma ribaditi anche nel proprio aspetto positivo:

«dalle grandi tradizioni religiose ed etiche dellʼumanità apprendiamo la norma: Non uccidere. O in forma positiva: Rispetta ogni vita […]. Essere veramente uomo, nello spirito delle nostre grandi tradizioni religiose ed etiche, significa essere pieni di attenzione e disponibili allʼaiuto, e precisamente nella vita privata come in quella 
pubblica. Mai dovremmo essere privi di riguardo e brutali. Ogni popolo, ogni razza, ogni religione devono dimostrare tolleranza, rispetto e persino grande considerazione nei confronti degli altri popoli, delle altre razze e delle altre 
religioni».
Fin dalle prime parole la Dichiarazione metteva poi in luce quanto il proprio intento fosse ben lungi dal voler creare unʼunica sovrastruttura etico-religiosa globale: «Per etica mondiale non sʼintende unʼideologia mondiale o una religione mondiale unitaria al di là di tutte le religioni esistenti». Non si tratta insomma di un altro universalismo universalistico o monocentrico, che intenda soppiantare o ricoprire la molteplicità degli universalismi: «unʼetica mondiale non intende neppure sostituire lʼalta etica delle singole religioni con un minimalismo etico. La Torà degli ebrei, il Discorso della montagna dei cristiani, il Corano dei musulmani, la Bhagavadgītā degli indù, i discorsi di Buddha, i detti di Confucio – restano il fondamento per la fede e per la vita, per il pensiero e lʼazione di centinaia di milioni di uomini».